# Frankie Darro
Frankie Darro (22 de diciembre de 1917-25 de diciembre de 1976) fue un actor de carácter y un actor de voz estadounidense.
Las audiencias actuales podrían reconocer la voz de Frankie Darro como la del personaje Polilla (Lampwick, en la versión original) en la película de Walt Disney Pinocho.

## Inicios
Su verdadero nombre era Frank Johnson. Nació en Chicago, Illinois, en 1917. Sus padres eran The Flying Johnsons, y trabajaban en un circo aéreo, el Sells Floto Circus. Su padre le intentó entrenar en esa profesión, pero el miedo a las alturas de Frank lo impidió.
En 1922, estando el circo en California, sus padres se separaron. La creciente industria cinematográfica fue una salida para un chico capaz de hacer sus propias acrobacias. Con el nombre de Frankie Darro actuó en su primera película a los seis años de edad.

## Carrera
Como niño actor actuó en muchos filmes de cine mudo del género de aventuras, western, y serial en los años veinte, siendo también muy prolífico ya de adolescente. Su papel más importante en los años treinta fue el protagonista de Wild Boys of the Road (1933), del director William Wellman, una crítica a la situación de los adolescentes vagabundos en los Estados Unidos de la Depresión. Darro fue muy popular en los seriales, y coprotagonizó la primera película de importancia para Gene Autry, The Phantom Empire.
La constitución atlética de Darro le facilitó hacer papeles de jinete, por ejemplo en Charlie Chan at the Race Track y Un día en las carreras. 
En 1938 Darro se unió a Monogram Pictures para protagonizar una serie de melodramas de acción. Su don para la comedia fue subiendo el contenido humorístico de estas películas, y en 1940 Mantan Moreland fue contratado para interpretar a su colega. La serie de Frankie Darro tuvo tanto éxito que Monogram la usó como refugio para los intérpretes de otras series interrumpidas: Jackie Moran, Marcia Mae Jones, y Keye Luke se unieron a Darro y Moreland en 1940, y Gale Storm lo haría en 1941.
Darro sirvió en las fuerzas armadas en la Segunda Guerra Mundial. Tras su retorno, Monogram le escogió nuevamente para interpretar sus comedias "adolescentes". Cuando la serie decayó, el estudio le dio papeles en sus comedias con los The Bowery Boys. 
Darro fue un dotado atleta y doblaba a otros actores en escenas de peligro. Actuó varias veces en el show de Red Skelton para la TV, y se ocultó dentro de "Robby el Robot" en la película de ciencia ficción Planeta prohibido.

## Últimos años
Al disminuir sus papeles para el cine, Darro abrió una taberna en Santa Monica Boulevard (llamada "Try Later (inténtelo más tarde)" por la réplica que se le daba casi siempre cuando solicitaba trabajo en Central Casting), junto al exagente de Hollywood Lee Carroll. No fue una buena decisión, y Darro cayó víctima del alcoholismo, cerrando su larga carrera en el cine.
Falleció a causa de un infarto agudo de miocardio el día de Navidad de 1976 mientras visitaba a unos amigos en Huntington Beach, California.

## Filmografía seleccionada
- The Judgment of the Storm (1924) como Heath Twin (su primer papel).
- Roaring Rails (1924)
- Little Mickey Grogan (1927) como Mickey Grogan.
- The Circus Kid (1928) como Buddy.
- The Mad Genios (El ídolo) (1931) como el joven Fedor Ivanoff.
- The Lightning Warrior (1931, serial, como Jimmy Carter.
- The Vanishing Legion (1931, serial, como Jimmie Williams.
- El enemigo público (1931) como el joven Matt Doyle.
- The Devil Horse (1932, serial, como Wild Boy.
- The Wolf Dog (1933, serial, como Frank Courtney.
- Wild Boys of the Road (1933) como Edward 'Eddie' Smith.
- Burn 'Em Up Barnes (1934, serial, como Bobbie Riley.
- The Phantom Empire (1935, serial, como Frankie Baxter.
- Charlie Chan at the Race Track (1936) como 'Tip' Collins, Jockey.
- Un día en las carreras (1937) como el jockey de Morgan.
- Irish Luck (1939) como Buzzy O'Brien (Primer título junto a Mantan Moreland).
- Up in the Air (1940) como Frankie Ryan (con Mantan Moreland).
- Laughing at Danger (1940) como Frankie Kelly (con Mantan Moreland).
- On the Spot (1940) como Frankie Kelly (con Mantan Moreland).
- Pinocho (1940) como la voz de Polilla.
- Chasing Trouble (1940) como Frankie "Cupid" O'Brien (con Mantan Moreland).
- Let's Go Collegiate (1941) como Frankie O'Reilly (con Mantan Moreland).
- The Gang's All Here (1941) como Frankie (con Mantan Moreland).
- You're Out of Luck (1941) como Frankie (con Mantan Moreland)
- Junior G-Men of the Air (1942, serial, con el papel de Jack (el último antes de ir a la Armada de los Estados Unidos).
- Chick Carter, Detective (1946, serial con el papel de Thug (sin acreditar).
- Junior Prom (1946) como Roy Donne (primer papel tras la Segunda Guerra Mundial y primero de la serie TeenAgers).
- Angels' Alley (1948) como Jimmy.
- The Red Skelton Show (1951) como Viejecita.
- Planeta prohibido (1956) como Robby, el Robot.
- Los intocables (1960) 2 episodios como Vendedor de periódicos.
- Batman (1966) episodios 9 y 10 como Reportero.
- Fugitive Lovers (1975) como Lester, el borracho de la ciudad (su último papel).